# Cumberland (Washington)
Cumberland es un área no incorporada ubicada en el condado de King en el estado estadounidense de Washington.

## Geografía
Cumberland se encuentra ubicado en las coordenadas 47°16′59″N 121°55′32″O / 47.28306, -121.92556.